# Bandera de Tulsa
La bandera de Tulsa està dividida horitzontalment en dues meitats, la inferior de color beix i la superior de color blau marí, i separades per una estreta franja de color mostassa que forma un escut osage estilitzat al terç esquerra. L'interior d'aquest escut és vermell i conté un estel de sis puntes beix al centre. Fou aprovada l'octubre de 2018 i és una de les poques banderes actuals que porta el color beix.
El 2017, un grup de ciutadans privats van organitzar el projecte "Tulsa Flag Project" per dissenyar una nova bandera per a la ciutat de Tulsa. Aquest va rebre prop de 400 propostes de disseny, de les quals tres van ser escollides com a finalistes. Dels més de 8.000 vots emesos pels ciutadans, el 51% varen ser a favor del disseny guanyador.
El disseny guanyador es va publicar sota una llicència Creative Commons (l'equivalent a ser de domini públic), animant els creadors locals a fer les seves pròpies interpretacions de la bandera. Els ciutadans i les empreses locals han acceptat àmpliament el disseny. L'ajuntament va aprovar oficialment el disseny per unanimitat el 3 d'octubre de 2018.

## Simbolisme
El simbolisme de colors i formes és el següent:
- El blau marí simbolitza el riu Arkansas, el qual travessa la ciutat.
- La franja daurada simbolitza l'"or negre" descobert a la regió l'any 1901 i que va portar la prosperitat econòmica.
- L'escut és una versió simplificada de l'escut que apareix a la bandera d'Oklahoma i representa els nadius americans deportats forçosament al territori Indi.
- El cercle vermell simbolitza la sang de les víctimes dels disturbis racials de Tulsa del 1921 i l'estrella representa el futur de la ciutat.
- El beix simbolitza calidesa i comunitat.

### Colors
Els colors estan definits al "Tulsa Flag Project".
| Model de color | Blau nacional | Mostassa     | Beix (os)     | Vermell brillant |
| -------------- | ------------- | ------------ | ------------- | ---------------- |
| Pantone        | 289C          | 186C         | 468C          | 186C             |
| RGB            | 22, 43, 73    | 235, 173, 33 | 248, 241, 224 | 198, 32, 46      |
| CMYK           | 96-83-44-43   | 7-33-100-0   | 2-3-11-0      | 15-100-91-5      |
| HTML           | #162B49       | #EBAD21      | #F8F1E0       | #C6202E          |

## Banderes històriques
1924–1941

Bandera de 1924–1941.

Bandera de 1941–1973.

Bandea de 1973–2018.

La primera bandera de Tulsa era un disseny no rectangular amb el vol acabat en un triangle isòsceles. Consistia en un camp blanc amb un gran cercle vermell centrat amb la paraula "TULSA" a l'interior. Del cercle vermell emanen vuit raigs blaus i sis de blancs. Als dos gaigs blancs més amples hi ha dues fletxes vermelles apuntant cap al cercle, amb les paraules "UNLIMITED" (il·limitat) i "OPPORTUNITY" (Oportunitat) sobre un fons vermell. El disseny suggereix el fort creixement de la ciutat amb la indústria del petroli, atraient visitants, colons i empreses, i proclamant en veu alta un futur brillant per a tots. Aquesta fou adoptada el 5 de juny de 1924.
1941–1973
La segona bandera de Tulsa consistia en una franja vertical blanca al costat del pal que contenia un cercle blau marí amb una estrella blanca amb un globus terraqüi circumscrit i les paraules "TULSA OKLAHOMA" al seu voltant. La resta de la bandera estava dividida en cinc franges horitzontals d'igual amplada de colors blau marí i blanc alternativament. S'adoptà el 27 de setembre de 1941.
1973–2018
La següent bandera constava d'un camp blanc amb l'escut de la ciutat al centre. Aquest estava format per un terç superior i dos quadrants inferiors separats de manera que es formava la lletra "T". Al terç superior, de color beix fosc, hi ha 46 estels blaus de cinc puntes, una punta de sageta de sílex i la data 1898 (data oficial d'incorporació de la ciutat). Al terç inferior esquerra hi ha una torre d'extracció de petroli sobre fons negre, i al terç de la dreta unes ones blanques sobre fons blau simbolitzant el riu Arkansas. La bandera es va adoptar el 17 d'agost de 1973, com a part d'una celebració del 75è aniversari de la ciutat.